# Osteochilus
Osteochilus (Günther, 1868) è un genere di pesci ossei d'acqua dolce appartenenti alla famiglia Cyprinidae.

## Distribuzione e habitat
Provengono dall'Asia.

## Descrizione
Il corpo è compresso sui lati, piuttosto allungato. Presentano barbigli. La specie di dimensioni maggiori, Osteochilus melanopleurus, raggiunge i 60 cm.

## Tassonomia
Comprende 35 specie:
- Osteochilus bellus
- Osteochilus bleekeri
- Osteochilus borneensis
- Osteochilus brachynotopteroides
- Osteochilus chini
- Osteochilus enneaporos
- Osteochilus flavicauda
- Osteochilus harrisoni
- Osteochilus ingeri
- Osteochilus intermedius
- Osteochilus jeruk
- Osteochilus kahajanensis
- Osteochilus kappenii
- Osteochilus kelabau
- Osteochilus kerinciensis
- Osteochilus kuekenthali
- Osteochilus lini
- Osteochilus longidorsalis
- Osteochilus melanopleurus
- Osteochilus microcephalus
- Osteochilus nashii
- Osteochilus partilineatus
- Osteochilus pentalineatus
- Osteochilus repang
- Osteochilus salsburyi
- Osteochilus sarawakensis
- Osteochilus scapularis
- Osteochilus schlegelii
- Osteochilus serokan
- Osteochilus sondhii
- Osteochilus spilurus
- Osteochilus striatus
- Osteochilus vittatoides
- Osteochilus vittatus
- Osteochilus waandersii